# Venezia Lines
Venezia Lines è una compagnia di navigazione maltese controllata dalla Virtu Ferries Limited.

## Storia
I collegamenti della compagnia iniziano a maggio 2003 principalmente da Venezia verso la Slovenia e la costa settentrionale della Croazia.
Indicativamente dal 2009 al 2015, Venezia Lines ha esercitato anche un collegamento veloce tra Bari e Durazzo.

## Rotte effettuate
| Linea                                     | Durata della traversata |
| ----------------------------------------- | ----------------------- |
| Venezia↔Pirano↔Umago↔Parenzo↔Rovigno↔Pola | 3 h e 15 min. - 4 h     |

## Flotta
| Traghetto    | Immagine | Tipo       | Anno di costruzione | Lunghezza (m) | Larghezza (m) | Stazza | Capacità   | Capacità    | Velocità in Nodi |
| Traghetto    | Immagine | Tipo       | Anno di costruzione | Lunghezza (m) | Larghezza (m) | Stazza | Passeggeri | Autoveicoli | Velocità in Nodi |
| ------------ | -------- | ---------- | ------------------- | ------------- | ------------- | ------ | ---------- | ----------- | ---------------- |
| San Frangisk |          | Catamarano | 1989                | 35,4          | 11,3          | 395    | 65         | 0           | 30               |
| San Pawl     |          | Catamarano | 1990                | 35,4          | 11,3          | 395    | 65         | 0           | 30               |